# Hrîșkî, Reșetîlivka
Hrîșkî (în ucraineană Гришки) este un sat în comuna Malîi Bakai din raionul Reșetîlivka, regiunea Poltava, Ucraina.